# Bonfire
Pour les articles homonymes, voir Bonfire (homonymie).
Albums de AC/DC
Ballbreaker
(1995) Stiff Upper Lip
(2000)
Bonfire est un coffret du groupe de hard rock AC/DC sorti le 7 novembre 1997 en Europe et le 11 novembre 1997 aux États-Unis et dédié à Bon Scott, décédé en 1980. 

## Historique
Le coffret contient un CD live enregistré le 7 décembre 1977 dans les studio Atlantic de New York, deux disques contenants la bande son du concert de la VHS Let There Be Rock - The Movie tourné le 9 décembre 1979 au pavillon de Paris réédité en DVD, un CD dénommé "VOLTS" composé essentiellement de chansons inédites ou rares et, dans la version américaine, Back in Black.
Les premiers coffrets de Bonfire contenaient un poster du groupe, un porte-clés ainsi qu'un médiator, ce qui n'est plus le cas dans les versions récentes.

## Liste des titres

### CD 1:Live From The Atlantic Studios
Ce CD a été enregistré en live le 7 décembre 1977 dans les studios Atlantic de New York, pour une émission radio destinée à faire la promotion du groupe.
1. Live Wire (6:16)
2. Problem Child (4:39)
3. High Voltage (5:57)
4. Hell Ain't a Bad Place to Be (4:13)
5. Dog Eat Dog (4:42)
6. The Jack (8:36)
7. Whole Lotta Rosie (5:11)
8. Rocker (5:33)

### CD 2 et 3:Let There Be Rock - The Movie
Pour les articles homonymes, voir Let There Be Rock (homonymie).
Ces CD contiennent la bande son de la VHS Let There Be Rock - The Movie, qui est le film du concert ayant eu lieu à Paris le 9 décembre 1979, avec un live de T.N.T., qui n'était pas présent sur la VHS.
CD 2
1. Live Wire (8:04)
2. Shot Down in Flames (3:39)
3. Hell Ain't a Bad Place to Be (4:31)
4. Sin City (5:25)
5. Walk All Over You (5:06)
6. Bad Boy Boogie (13:20)

CD 3
1. The Jack (6:05)
2. Highway to Hell (3:30)
3. Girls Got Rhythm (3:20)
4. High Voltage (6:32)
5. Whole Lotta Rosie (4:55)
6. Rocker (10:45)
7. T.N.T. (4:13)
8. Let There Be Rock (7:34)

### CD 4:Volts
Volts est composé de premières versions de cinq titres connus, de deux chansons en live, d'une chanson qui n'était sortie jusque-là qu'en Australie, d'une version australienne d'une chanson, et d'une chanson déjà connue.
Remarque, ce genre de CD contenant des raretés est habituellement nommé "Vault" (salle des coffres), mais "Volts" est plus approprié à AC/DC !
1. Dirty Eyes (première version de Whole Lotta Rosie, qui est sortie sur Let There Be Rock) - 3:21
2. Touch Too Much (première version de la chanson du même nom, qui est sortie sur Highway to Hell) - 6:34
3. If You Want Blood (You've Got It) (première version de la chanson du même nom, qui est sortie sur Highway to Hell) - 4:28
4. Back Seat Confidential (première version de Beating Around the Bush, qui est sortie sur Highway to Hell) - 5:24
5. Get It Hot (première version de la chanson du même nom, qui est sortie sur Highway to Hell) - 4:17
6. Sin City (live tiré de l'émission The Midnight Special) - 4:58
7. She's Got Balls (live enregistré au Bondi Lifesaver Club, provient de la face B de You Shook Me All Night Long) - 7:57
8. School Days (provient de l'album T.N.T., sorti uniquement en Australie) - 5:24
9. It's a Long Way to the Top (If You Wanna Rock 'n' Roll) (version longue, c'est-à-dire celle sortie sur l'album T.N.T.) - 5:15
10. Ride On (de Dirty Deeds Done Dirt Cheap) - 10:03

Les quatre dernières minutes de Ride On sont en fait une interview de Bon Scott.

### CD 5 (version américaine uniquement):Back in Black
1. Hells Bells
2. Shoot to Thrill
3. What Do You Do for Money Honey
4. Givin the Dog a Bone
5. Let Me Put My Love into You
6. Back in Black
7. You Shook Me All Night Long
8. Have a Drink On Me
9. Shake a Leg
10. Rock and Roll Ain't Noise Pollution

## Charts et certification
Charts
| Pays                               | Durée du classement | Meilleur classement | Date              |
| ---------------------------------- | ------------------- | ------------------- | ----------------- |
| Allemagne (GfK Entertainment)      | 2 semaines          | 71e                 | 1er décembre 1997 |
| Australie (ARIA Charts)            | 2 semaines          | 21e                 | 7 décembre 1997   |
| États-Unis (Billboard 200)         | 5 semaines          | 90e                 | 6 décembre 1997   |
| Finlande (Suomen virallinen lista) | 1 semaine           | 47e                 | 11 avril 2011     |
| France (SNEP)                      | 1 semaine           | 56e                 | 22 novembre 1997  |
| Suède (Sverigetopplistan)          | 1 semaine           | 60e                 | 28 novembre 1997  |

Certification
| Pays              | Certification | Ventes      | Date            |
| ----------------- | ------------- | ----------- | --------------- |
| États-Unis (RIAA) | Platine       | 1 000 000 + | 24 janvier 2001 |